# San Andrés Cholula
San Andrés Cholula – miasto w Meksyku, w stanie Puebla.